# Tilly, Eure

Tilly este o comună în departamentul Eure, Franța. În 1 ianuarie 2022 avea o populație de 575 de locuitori.